# 南香織
南 香織（みなみ かおり、1983年5月6日 - ）は、神奈川県出身のモデル・レースクイーン。 愛称は「かおりん」。東洋英和女学院大学卒業。
以前はフェイスネットワークに所属していたが、同事務所が2009年12月末で解散となり退所。現在はフリーでタレント活動する傍ら、「スーパーバイザー」「ガールズ・プロデューサー」として様々なレースクイーンのプロジェクトに参加している。

## 人物
- 幼少時よりアメリカで過ごし、日本に帰国したのは大学入学直前。よって、日本語よりも英語の方が得意。
- 一時期芸能人女子フットサルチーム「Team Good（後のZENT sweeties。2010年4月3日解散）」に所属していた。
- トップレースクイーンの中では山崎みどり、白石由梨とは3人で大親友であり、よく渋谷近辺で遊んでいた。

## 主な活動

### レースクイーン
- 2009年　ZENT sweeties（SUPER GT）
- 2009年　アップガレージドリフトエンジェルス　初代キャプテン（D1グランプリ・佐野未来、松田亜衣と同期）※2010年～現在はスーパーバイザーとして参加
- 2008年　ブリヂストンBATLLAXレディ、GT NET GALS（SUPER GT）
- 2006年　トライクジャパンムルシェラゴ　RG-1 レースクィーン（SUPER GT）　※シーズン途中から
- 2006年　チームジムゲイナーフェラーリキャンペーンガール（SUPER GT）　※シーズン途中まで
- 2006年　ブリヂストンBATLLAXレディ
- 2006年　筑波サーキットクイーン
- 2005年　Sunocoイメージガール　※当時は「向尾香織」の芸名だった[1]

### キャンペーンガール
- 2007年 MILD SEVENイメージガール「Blue Cute（ブルーキュート）」
- 2008年 エスエス製薬「エスエスクイーンズ」

### スーパーバイザー
- D'Stationフレッシュエンジェルズ
- 2010 - 2019年 アップガレージドリフトエンジェルス（D1グランプリ→SUPER GT）
- 2010 - 2011年 RIRE RACING GIRLS（SUPER GT）
- 2011 - 2012年  C-WEST GIRLS（SUPER GT）
- 2011 - 2012年  SUPER GTレースクイーンユニット「sucre」（シュクレ）

## 出演番組

### テレビ
- 生活達人（TBS）
- 朝まで麻雀 （日本テレビ）
- くりぃむナントカ（テレビ朝日系）

### ラジオ
- Queen's Talk（FM戸塚・2011年4月～） - 古澤恵、すずきかすみと共にパーソナリティを担当